# 讷夫埃格利斯
讷夫埃格利斯（法語：Neuf-Église，法語發音：[nœf eɡliz]，意为“新教堂”）是法国多姆山省的一个市镇，属于里永区。

## 地理
讷夫埃格利斯（46°5'47"N, 2°53'23"E）面积14.94 平方千米，位于法国奥弗涅-罗讷-阿尔卑斯大区多姆山省，该省份为法国中南部省份，北起阿列省接壤，东临卢瓦尔省，南至上盧瓦爾省和康塔爾省，西接科雷兹省和克勒兹省。
与讷夫埃格利斯接壤的市镇（或旧市镇、城区）包括：锡乌勒河畔阿亚、默纳、圣克里斯蒂娜、泰耶、伊乌。

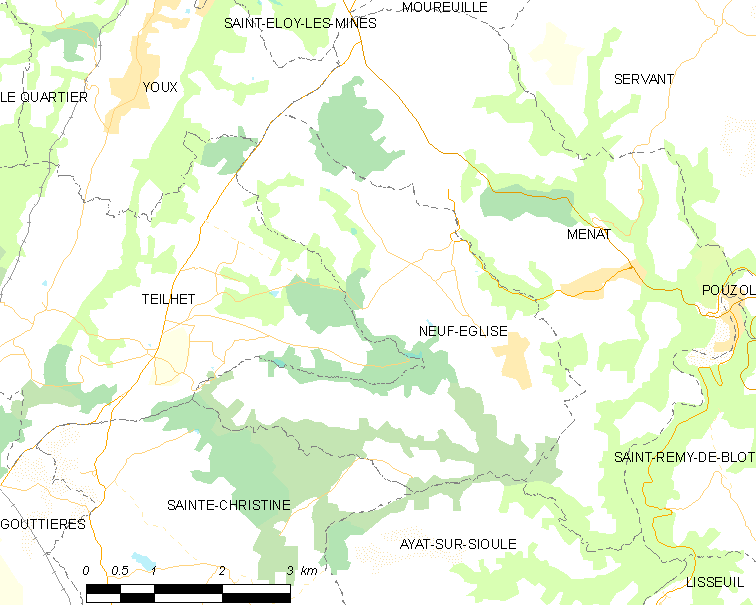
讷夫埃格利斯的OSM定位图

讷夫埃格利斯的时区为UTC+01:00、UTC+02:00（夏令时）。

## 行政
讷夫埃格利斯的邮政编码为63560，INSEE市镇编码为63251。

## 政治
讷夫埃格利斯所属的省级选区为圣埃卢瓦莱米讷县。

## 人口

1962-2008年间讷夫埃格利斯人口变化图示

讷夫埃格利斯于2022年1月1日时的人口数量为320人。